# El ciudadano ilustre
El ciudadano ilustre is een Argentijns-Spaanse film uit 2016, geregisseerd door Gastón Duprat en Mariano Cohn. De film werd geselecteerd voor het 73ste Filmfestival van Venetië waar de film meedong naar de Gouden Leeuw.

## Verhaal
Winnaar van de Nobelprijs voor de literatuur Daniel Mantovani ontvangt een uitnodiging vanuit zijn geboorteplaats in Argentinië om een prijs in ontvangst te nemen. Hij besluit de uitnodiging te accepteren, aangezien zijn geboorteplaats hem geïnspireerd heeft bij het schrijven van zijn boeken. Bij aankomst komt hij er al gauw achter dat het een andere reis wordt dan hij had verwacht.

## Rolverdeling
| Acteur           | Personage             |
| ---------------- | --------------------- |
| Oscar Martínez   | Daniel Mantovani      |
| Dady Brieva      | Antonio               |
| Andrea Frigerio  | Irene                 |
| Nora Navas       | Nuria                 |
| Manuel Vicente   | Cacho - el intendente |
| Marcelo D'Andrea | Florencio Romero      |
| Belén Chavanne   | Julia                 |
| Gustavo Garzón   | Gerardo Palacios      |

## Ontvangst

### Recensies
Op Rotten Tomatoes geeft 100% van de 13 recensenten de film een positieve recensie, met een gemiddelde score van 7,17/10.

### Prijzen en nominaties
De film won 29 prijzen en werd voor 21 andere genomineerd. Een selectie:
| Jaar | Evenement                      | Categorie                     | Genomineerde                  | Resultaat   |
| ---- | ------------------------------ | ----------------------------- | ----------------------------- | ----------- |
| 2016 | Venetië (73ste editie)         | Gouden Leeuw voor beste film  | El ciudadano ilustre          | Genomineerd |
| 2016 | Venetië (73ste editie)         | Coppa Volpi voor beste acteur | Oscar Martínez                | Gewonnen    |
| 2017 | Premios Goya (31ste editie)    | Beste Ibero-Amerikaanse film  | El ciudadano ilustre          | Gewonnen    |
| 2017 | Premio Sur (11de editie)       | Beste film                    | El ciudadano ilustre          | Genomineerd |
| 2017 | Premio Sur (11de editie)       | Beste regisseur               | Mariano Cohn en Gastón Duprat | Genomineerd |
| 2017 | Premio Sur (11de editie)       | Beste acteur                  | Oscar Martínez                | Gewonnen    |
| 2017 | Premio Sur (11de editie)       | Beste mannelijke bijrol       | Dady Brieva                   | Gewonnen    |
| 2017 | Premio Sur (11de editie)       | Beste vrouwelijke bijrol      | Andrea Frigerio               | Genomineerd |
| 2017 | Premio Sur (11de editie)       | Beste origineel scenario      | Andrés Duprat                 | Gewonnen    |
| 2017 | Premio Sur (11de editie)       | Beste artdirector             | María Eugenia Sueiro          | Genomineerd |
| 2017 | Premio Sur (11de editie)       | Beste kostuums                | Laura Donari                  | Genomineerd |
| 2017 | Premio Sur (11de editie)       | Beste geluid                  | Adrián De Michele             | Genomineerd |
| 2017 | Cóndor de Plata (65ste editie) | Beste film                    | El ciudadano ilustre          | Genomineerd |
| 2017 | Cóndor de Plata (65ste editie) | Beste regisseur               | Mariano Cohn en Gastón Duprat | Genomineerd |
| 2017 | Cóndor de Plata (65ste editie) | Beste acteur                  | Oscar Martínez                | Gewonnen    |
| 2017 | Cóndor de Plata (65ste editie) | Beste mannelijke bijrol       | Manuel Vicente                | Genomineerd |
| 2017 | Cóndor de Plata (65ste editie) | Beste origineel scenario      | Andrés Duprat                 | Genomineerd |